# Делисинци
Делисинци (мкд. Делисинци) су насеље у Северној Македонији, у средишњем делу државе. Делисинци су село у саставу општине Свети Никола.

## Географија
Делисинци су смештени у средишњем делу Северне Македоније. Од најближег града, Штипа, насеље је удаљено 30 km северозападно.
Насеље Делисинци се налази у историјској области Овче поље. Село је смештено у средишњем делу поља, а јужно се уздиже омање горје, које дели поље од реке Брегалнице. Надморска висина насеља је приближно 260 метара.
Месна клима је блажи облик континенталне због близине Егејског мора (жарка лета).

## Становништво
Делисинци су према последњем попису из 2002. године имали 9 становника.
Већинско становништво су Цинцари (88%). До почетка 20. века становништво у селу је било мешовито, подељено између Влаха и Турака.
Претежна вероисповест месног становништва је православље.